# Onderscheidingsvlag
Een onderscheidingsvlag is een vlag die betrekking kan hebben op een status van een voer- of vaartuig of van een gebouw of complex, of die betrekking heeft op een persoon die zich aldaar bevindt. In het laatste geval kan de vlag gebonden zijn aan de persoon zelf of aan de functie die die persoon bekleedt. Een voorbeeld van het gebruik van een onderscheidingvlag die een status van een vaartuig of een complex aangeeft is de vlag van de Kustwacht die op schepen en walinrichtingen wordt gevoerd. Voorbeelden van een persoonsgebonden onderscheidingsvlaggen zijn de standaarden van het koninklijk huis, met uitzondering van de koninklijke standaard die functiegebonden is, evenals de vlaggen van civiele en militaire autoriteiten. Deze vlaggen geven aan dat een lid van het Koninklijk Huis, een hooggeplaatste militair of civiele autoriteit op een militaire basis, aan boord van een marineschip of in een voertuig aanwezig is. Doorgaans wordt uitsluitend de onderscheidingsvlag van de belangrijkste persoon gehesen. Onderscheidingsvlaggen worden pas gestreken zodra de persoon op wie de vlag betrekking heeft de instelling of het voer- of vaartuig verlaat. Ze hangen dus vierentwintig uur per dag in top. Op voertuigen bevindt zich de onderscheidingsvlag boven het rechtervoorwiel; in landen met links verkeer boven het linkervoorwiel. Een onderscheidingsvlag wordt niet halfstok gehesen; ten teken van rouw kan er wel een zwarte wimpel bij gehesen worden.
In tegenstelling tot de commandovlag geeft de onderscheidingsvlag niet aan dat de betreffende persoon ook het bevel voert over de eenheid.

## Nederland
Alle Nederlandse onderscheidingsvlaggen worden bij koninklijk besluit of bij ministeriële regeling vastgesteld en zijn opgenomen in het vlaggenregister van de Hoge Raad van Adel. In Nederland is de onderscheidingsvlag of standaard voor de koning als eerste ingevoerd. Deze en andere standaarden voor leden van het koninklijk huis zijn in 1815 en opnieuw in 1908 vastgelegd en zijn sindsdien regelmatig aangepast. Daarna zijn er ook vlaggen voor de gouverneurs van de afzonderlijke overzeese gebiedsdelen en voor de minister van Defensie vastgelegd. Deze vlag is in de loop der jaren enkele malen gewijzigd. De huidige vlag is in 1957 vastgesteld. Ook de Staatssecretaris van Defensie, de Commandant der Strijdkrachten (voorheen Chef Defensiestaf) en de Inspecteur-generaal der Krijgsmacht hebben hun eigen vlag. Ook  andere hooggeplaatste officieren, de zogenaamde vlagofficieren, hebben een functiegebonden onderscheidingsvlag. Sinds 28 september 1972 is er ook een algemene onderscheidingsvlag voor andere ministers dan die van Defensie vastgelegd. Het militaire protocol voor onderscheidingsvlaggen is voor het laatst in 2015 aangepast.

### Onderscheidingsborden
Voor voertuigen en sloepen kunnen in plaats van onderscheidingsvlaggen ook onderscheidingsborden worden gebruikt voor militaire autoriteiten. Deze worden uitsluitend gebruikt ter aanduiding van de rang van de inzittende vlag- of opperofficier. De onderscheidingsborden bevinden zich op een sloep op de best zichtbare plaats en op een voertuig aan de rechtervoorzijde en aan de linkerachterzijde. Ze worden weggenomen of met een zwarte hoes bedekt zodra de betreffende officier het voertuig verlaat. De onderscheidingsborden zijn voor vlagofficieren van de Marine en voor opperofficieren van de Marechaussee lichtblauw van kleur en voor opperofficieren van de Landmacht en Luchtmacht respectievelijk rood en kobaltblauw van kleur. De rang van de inzittende militaire autoriteit wordt op het onderscheidingsbord aangegeven door een aantal wit metalen sterren overeenkomstig de hoogte van de rang. Een onderscheidingsbord is 12 cm hoog en varieert in lengte naargelang het aantal sterren van minimaal 24 cm (een en twee sterren) oplopend met 12 cm per ster tot maximaal 60 cm (vijf sterren). Een ster heeft een doorsnede van ongeveer 7 cm.

### Onderscheidingsvlaggen voor civiele en militaire autoriteiten
(incompleet)

Onderscheidingsvlag van de gouverneur van Aruba[4]
Onderscheidingsvlag van de gouverneur van Curaçao[5]
Onderscheidingsvlag van de gouverneur van Sint Maarten[6]
Onderscheidingsvlag van een minister, m.u.v. de minister van Defensie[7]
Onderscheidingsvlag van de De minister van Defensie[8]
Onderscheidingsvlag van de staatssecretaris van Defensie[9]
Onderscheidingsvlag van  de Commandant der Strijdkrachten (CDS) (na 2005)
De Inspecteur-generaal der Krijgsmacht (IGK)[10]
De Commandant Luchtstrijdkrachten[11]
Commandant van het Commando Tactische Luchtstrijdkrachten
Commandant van het Commando Logistiek en Opleidingen
Opperbevelhebber Land- en Zeemacht

### Voormalige onderscheidingsvlaggen (incompleet)

De onderscheidingsvlag van de gouverneur-generaal van Nederlands-Indië (1816-1949)
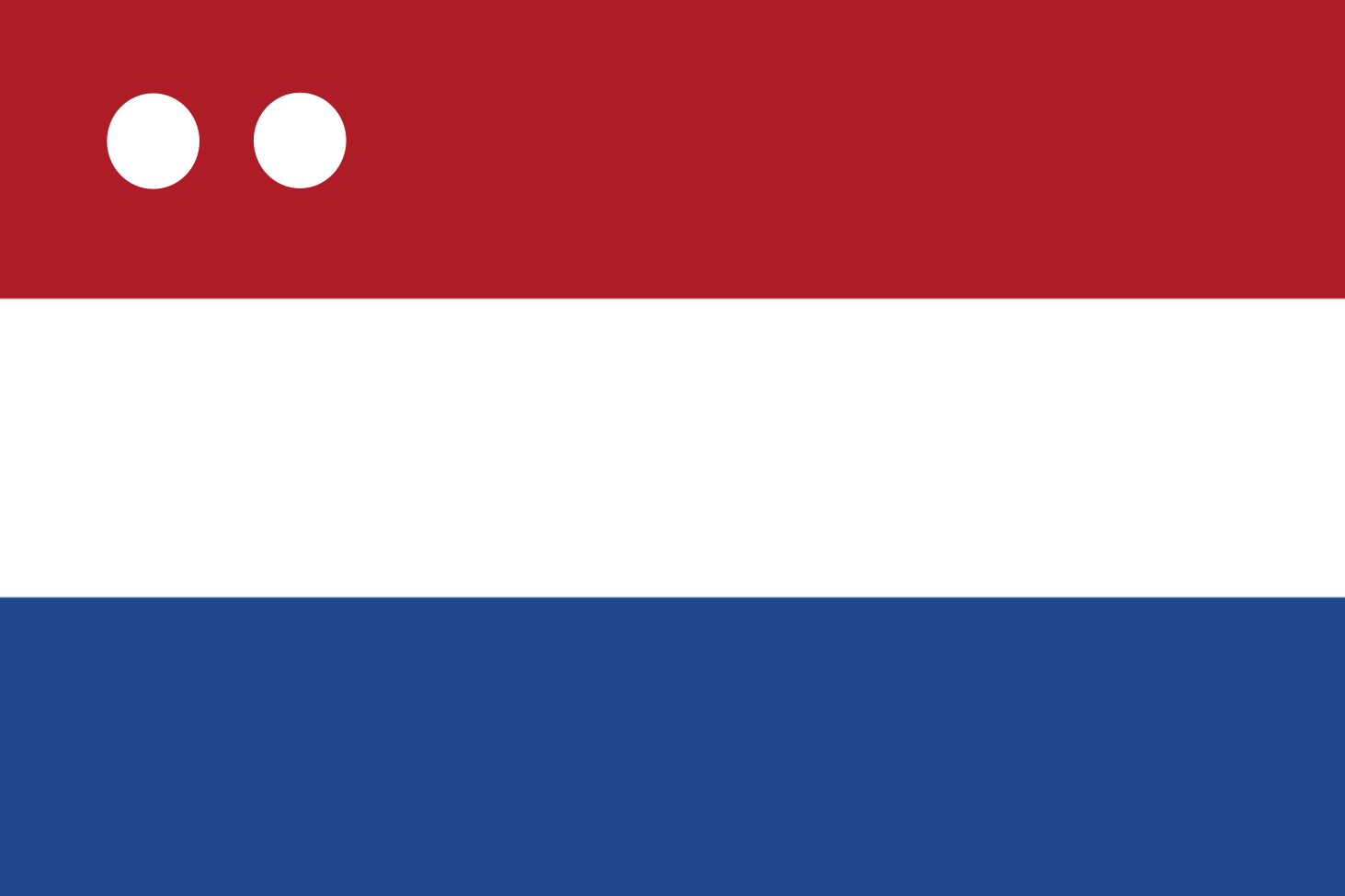
De onderscheidingsvlag van een gouverneur van een overzees gebiedsdeel (1816-1920) (voor Curaçao: 1904-1920)
De onderscheidingsvlag van een gouverneur van een overzees gebiedsdeel (1920-1966)
De onderscheidingsvlag van de gouverneur van de Nederlandse Antillen (tot 2010)[12]
De onderscheidingsvlag van de gouverneur van Suriname (tot 1975)
De onderscheidingsvlag van de Staatssecretaris van Oorlog (Landmacht en Luchtmacht) (1949 - ca.1957)
De onderscheidingsvlag van de minister van Defensie / minister van Marine bij een bezoek aan de Koninklijke Marine (1931 - 1959)
De onderscheidingsvlag van de staatssecretaris Marine (1949-1971)
Chef van de Generale staf[13]
De onderscheidingsvlag van de staatssecretaris Luchtmacht (1964-1971)
De onderscheidingsvlag van de Chef Defensiestaf (CDS, tot 2005)
Onderscheidingsvlag van Rijksjachten (1822 - ?)

### Onderscheidingsvlaggen voor vlagofficieren

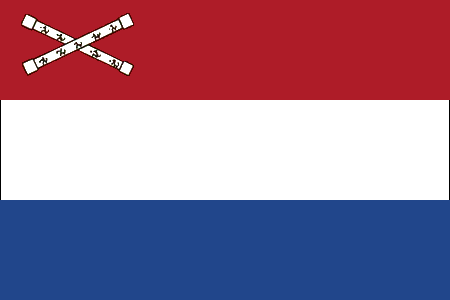
2:3 Admiraal (wordt niet meer gebruikt)
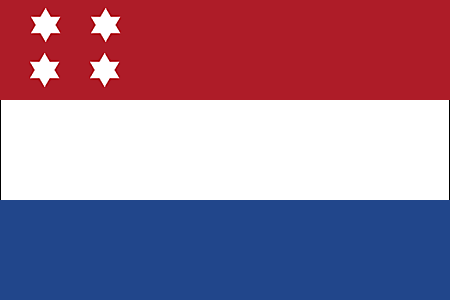
2:3 Luitenant-admiraal
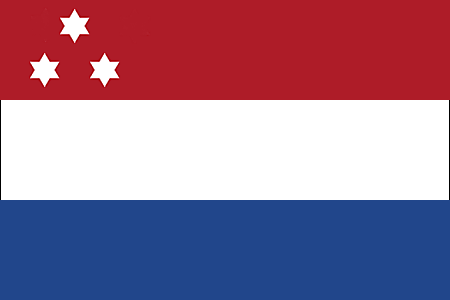
2:3 Viceadmiraal
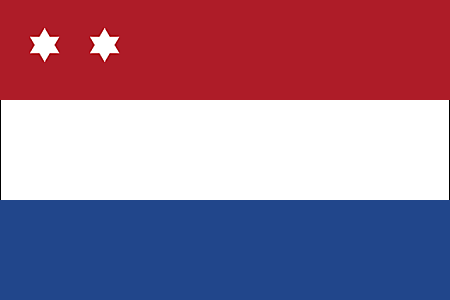
2:3 Schout-bij-nacht
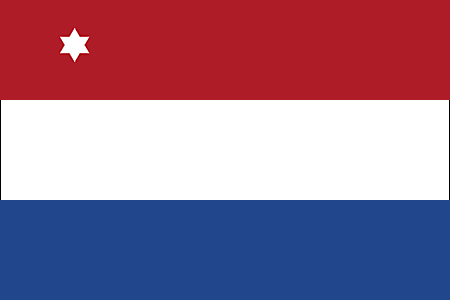
2:3 Commandeur

### Overigen
(incompleet)

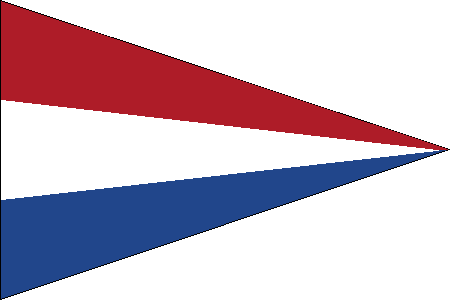
Oudste officier
Onderscheidingsvlag van een officier van de Marine Reserve